# 大菲爾斯滕塞湖

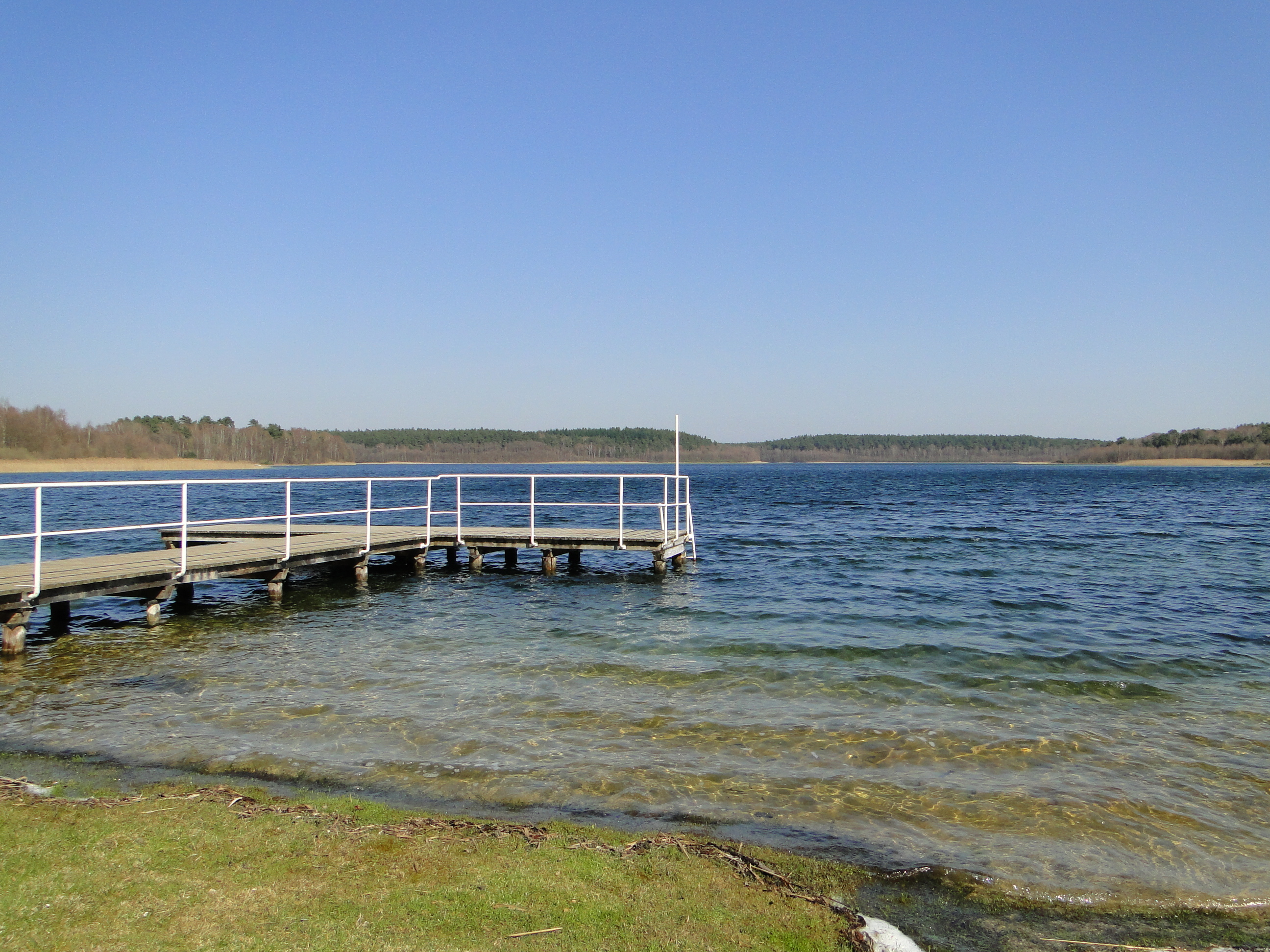

53°18′17″N 13°9′50″E / 53.30472°N 13.16389°E
大菲爾斯滕塞湖（德語：Großer Fürstenseer See，發音：[ˈɡʁoːsɐ ˈfʏʁstn̩ˌzeːɐ zeː] ⓘ），是德國梅克倫堡-前波美拉尼亞州梅克倫堡湖區縣的湖泊，位於該國東北部，長2.1公里、寬1.4公里，面積2平方公里，海拔高度63米，平均水深7米，最大水深25米，水體容量1,360萬立方米。